# Max Daume
Max Daume, född 10 april 1894 i Küstrin, död 7 mars 1947 i Warszawa, var en tysk SS-Standartenführer och överste i polisen. Som kommendör för Ordnungspolizei i distriktet Warschau i Generalguvernementet var han bland annat ansvarig för massakern i Wawer, söder om Warszawa.

## Biografi
Max Daume var veteran från första världskriget.
Den 1 september 1939 anföll Tyskland sin östra granne Polen och den 26 oktober inrättades Generalguvernementet, den del av Polen som inte inlemmades i Tyska riket. Från oktober 1939 till mars året därpå var Daume kommendör för Ordnungspolizei i distriktet Warschau. På kvällen den 26 december 1939 sköt två kända polska brottslingar ihjäl två tyska underofficerare ur Baubataillon 538. Daume beordrade omedelbart en vedergällningsaktion. Personligen övervakade han massakern på 107 polska civilpersoner i Wawer söder om Warszawa.
Efter andra världskriget utlämnades Daume till Polen där han tillsammans med Ludwig Fischer, Ludwig Leist och Josef Meisinger ställdes inför rätta i Warszawa. Rättegången varade från den 17 december 1946 till den 24 februari 1947 och Daume dömdes till döden. Han avrättades genom hängning i Mokotów-fängelset den 7 mars 1947.

## Bilder

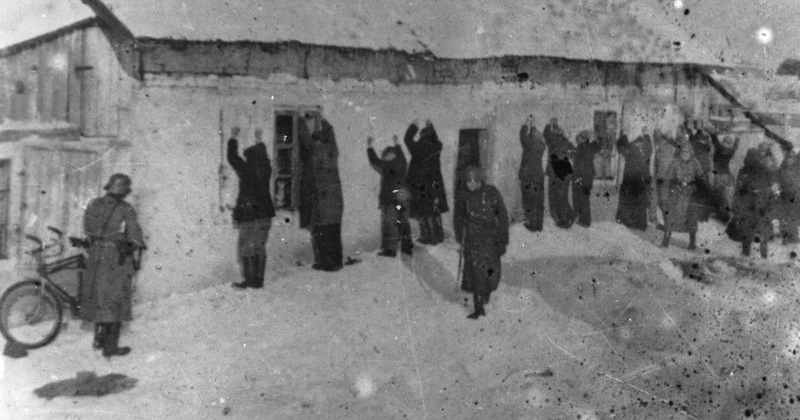
Massakern i Waver.